# 佛子庄乡
佛子庄乡，是中华人民共和国北京市房山區下辖的一个乡镇级行政单位。

## 行政区划
佛子庄乡下辖以下地区：
陈家台村、东班各庄村、西班各庄村、陈家坟村、北峪村、黑龙关村、佛子庄村、红煤厂村、北窖村、下英水村、中英水村、上英水村、西安村、查儿村、长操村、山川村、贾峪口村和石板房村。